# Elakatothrix
Genre
Elakatothrix est un genre d'algues vertes de la famille des Klebsormidiaceae.

## Étymologie
Le nom de genre Elakatothrix est composé du préfixe elakato-, broche, et du suffixe –thrix, fil, littéralement « fil de broche », en référence à la forme effilée des cellules individuelles des algues coloniales.

## Liste d'espèces
Selon AlgaeBase (21 février 2021) :
- Elakatothrix acuta Pascher
- Elakatothrix alpina Beck
- Elakatothrix americana Wille
- Elakatothrix auae Setchell
- Elakatothrix bifurcata S.Kant & P.Gupta
- Elakatothrix biplex (Nygaard) Hindák
- Elakatothrix gelatinosa Wille – espèce type
- Elakatothrix gelifacta (Chodat) Hindák
- Elakatothrix genevensis (Reverdin) Hindák
- Elakatothrix gloeocystiformis Korshikov
- Elakatothrix inflexa Hindák
- Elakatothrix lacustris Korshikov
- Elakatothrix linearis Pascher
- Elakatothrix minima Beck
- Elakatothrix obtusata Flechtner, J.R.Johansen & H.W.Clark
- Elakatothrix parvula (W.Archer) Hindák
- Elakatothrix pseudogelatinosa Korshikov
- Elakatothrix spirochroma (Reverdin) Hindák
- Elakatothrix subacuta Korshikov

Espèces mises en synonymie selon AlgaeBase (21 février 2021) :
- Elakatothrix minouchetii Bourrelly ≡ Chadefaudiothrix minouchetii (Bourrelly) Bourrelly
- Elakatothrix viridis (J.W.Snow) Printz ≡ Fusola viridis J.W.Snow